# Krunidbena crkva sv. Petra i Mojsija
Krunidbena crkva sv. Petra i Mojsija, poznatija kao Šuplja crkva, starohrvatska je crkva u Solinu, istočno od antičke Salone i sjeveroistočno od Gospina otoka. Nalazi se na desnoj obali Jadra, između ceste koja vodi do vrela Jadra i tvornice cementa Majdan te rijeke.

## Opis
Na lokalitetu Šuplja crkva se nalaze ostaci ranoromaničke crkve iz 11. stoljeća sagrađene na ostacima ranokršćanske cementerijalne bazilike. Ona je spoj starohrvatske arhitekture i novih građevinskih oblika koje šire benediktinci od sredine 11. st. 
Ova trobrodna, troapsidalna crkva je bila iznutra raščlanjena lezenama, apside su joj bile utopljene u zidnu masu ravnog začelja, a srednja apsida je bila pravokutna. Imala je tri lađe, dužine 26,30 i širine 13,60 metara, međusobno odijeljenih s po četiri stupa. Stupovima korespondiraju, u istoj osi, lezene na unutrašnjem i vanjskom licu zida.
Uz glavni, imala je i dva pobočna oltara. Glavni, centralni, oltar je bio posvećen sv. Petru apostolu, desno od glavnog oltara je bio oltar posvećen sv. Mojsiju, dok se za oltar koji se nalazi lijevo od glavnog oltara ne zna kome je bio posvećen. Iznad glavnog oltara bila je pregrada s natpisom "Sveti Petre, primi dar časnog Mojsije, sluge tvoga". Da se naslutiti kako je crkva, što je bio običaj u srednjem vijeku, bila posvećena dvama svecima, svetom Petru i Mojsiju. 
Na zapadnom ulazu izgrađen je narteks, a s južne strane podignut zvonik, od kojega je ostalo nekoliko stepenica. U narteksu se nalazio rimski sarkofag u kojemu je vjerojatno bila položena neka važna osoba iz starohrvatskog doba, možda čak i kralj koji je bio posebno povezan s ovom crkvom.
Crkva je danas u ruševnom stanju i djelomično potopljena zbog podizanja korita rijeke Jadro.

## Arheološka istraživanja
Iz natpisa na oltarnoj pregradi doznajemo da je crkva bila posvećena svetom Petru i Mojsiju. U crkvi su pronađeni i brojni drugi dijelovi kamenog namještaja od kojih su najzanimljiviji četiri ulomka s prikazom ljudskog lika.
Možda su uspomene na taj događaj i poznate skulpture s oltarne pregrade koji se danas nalaze u splitskoj katedrali. Neki znanstvenici vjeruju da pluteji koji danas tvore krsni zdenac u splitskoj krstionici sv. Ivana, među kojima je najpoznatiji onaj što se obično interpretira kao prikaz hrvatskog vladara na prijestolju, potječu upravo iz krunidbene crkve.
U tim fragmentima reljefa E. Dyggve vidi prikaz kralja Zvonimira kako poslije krunjenja prima poklonstvo svojih podanika. Prema drugim mišljenjima, na reljefu je ili prikaz Petra Krešimira IV. ili općeniti ikonografski prikaz Krista Pantokratora.
Sistematska arheološka istraživanja još uvijek traju.

## Povijest
Na mjestu Šuplje crkve su stari kršćani sagradili ranokršćansku crkvu i groblje. Hrvati su na temeljima ranokršćanske podigli novu crkvu, dotada najveću starohrvatsku crkvu u ovom kraju, koja spada u red predromaničkih crkava 11. stoljeća. Starija crkva je još znatno vidljiva, te se njeni zidovi i danas lijepo vide pod ogradom koja odvaja arheološko nalazište od neposredno položene ceste što vodi u Majdan. U ovoj crkvi je legat pape Grgura VII. okrunio hrvatskog kralja Zvonimira 1075. godine.
Na Camocijevu zemljovidu iz 1571. godine u zadarskom arhivu ova crkva ima zvonik i još je čitava. U vrijeme rata između Venecije i Turaka dolazi do rušenja dijelova crkve, krovišta. Zato ju je narod u 17. stoljeću i prozvao "Šuplja crkva". Dok je u 11. stoljeću sigurno bila iznad razine rijeke, kako u blizini potok sv. Ilije (koji dolazi od Rižnica i nanosi mulj) utječe u rijeku Jadro, teren je naplavljen i danas je pločnik crkve ispod razine Jadra. To je odličan i vrlo zoran primjer kako mala solinska rijeka mijenja konfiguraciju solinskog spomeničkog pejzaža. Uz ovu crkvu bio je i benediktinski samostan, vezan za vladarsku kuću.

### Krunidba kralja Zvonimira
Opat samostana koji je bio uz crkvu, Urso, bio je prijatelj kralja Zvonimira, koji je ovu crkvu izabrao za mjesto svoga krunjenja. Bilo je to na nedjelju 8. listopada 1075. ili 1076. godine, na blagdan sv. Dimitrija po zapadnom kalendaru, što je i krsno ime Zvonimirovo (Dmitar Zvonimir). Toga dana, u crkvi sv. Petra i Mojsija u Solinu, opat Gebizon († iza 1097.) i biskup Fulk, poslanici pape Grgura VII. predali su mu krunu, mač, žezlo i zastavu kao simbole vlasti, a tako su se krunili rimsko-njemački carevi i ostali kraljevi u Europi, pa je Zvonimir prvi i posljednji hrvatski kralj koji se krunio na taj način.

## Zaštita
Pod oznakom Z-6095 zavedeno je kao nepokretno kulturno dobro - pojedinačno, pravna statusa zaštićena kulturnog dobra, klasificirano kao "arheološka baština".

## Vanjske poveznice
- Suplja crkva na Službenim stranicama grada Solina
- Suplja crkva na Solinjanka blogu